# David Rosen
Pour les articles homonymes, voir David Rosen (homonymie).
 (avril 2020).
Si vous disposez d'ouvrages ou d'articles de référence ou si vous connaissez des sites web de qualité traitant du thème abordé ici, merci de compléter l'article en donnant les références utiles à sa vérifiabilité et en les liant à la section « Notes et références ».
David Rosen est un homme d'affaires américain. Il crée en 1954 Rosen Enterprises, Ltd. qui fusionne en 1965 avec une société japonaise spécialiste des jeux d'arcade. Il prend alors la tête de la nouvelle entité dont le nom Service Games est raccourci en Sega.
Il prend sa retraite le 15 juillet 1996 et quitte ainsi ses fonctions de PDG de Sega.